# Sergej Leontjev
Sergej Valentinovič Leontjev (18. července 1962, Charkov, Ukrajinská SSR, SSSR – 16. března 2023) byl ruský fotograf.

## Životopis
Narodil se 18. července 1962 v Charkově. Na počátku 60. let se rodina S. Leontjeva přestěhovala do Moskvy. V roce 1987 absolvoval Leninův Moskevský státní pedagogický institut (filologickou fakultu). V roce 1987 spolu s Alexej Šulginem, Iljou Piganovem, Vladislavem Efimovem, Igorem Muchinem, Borisem Michajlovem, Alexandrem Sljusarevem a dalšími tvořili skupinu „Přímá fotografie“. Práce Sergeje Leontjeva se datuje do stejné doby: „ Experimenty v tvrdé fotografii “, která je považována za programovou - pouliční portrétní fotografii, popírající takzvané umělecké techniky. V roce 1991 spolu s Alexejem Šulginem a Jurim Palminem založili agenturu Jednoduchý život. Byl jedním z nejžádanějších fotografů nakladatelství Afiša. Nejraději pracoval venku, portréty fotografoval pomocí blesků mimo fotoaparát. Leontjevova fotografická díla představila moskevská Galerie XL.
Leontjev fotografuje podobně jako haiku, píše nerýmované tercety. Plán, objekt, detail. Plán - okolí Ostankina, objekt - televizní věž, detail - nejčastěji zde létá ptáček. Leontjev píše, tedy fotografuje, jednoduše a elegantně. Ukijo, plovoucí svět obklopující věž, nám připomíná slavné pohledy na horu Fudži. Svět se mění, ale věž se nemění.
 Jurij Avvakumov
Sergej Leontjev zemřel 16. března 2023 ve věku 61 let.

## Samostatné výstavy
- Život fotografa (spolu s A. Šulginem), Kaširka, Moskva, 1989
- Galerie „NĚFŤ“ „Meglinskaja“. Vinzavod, Moskva, 2010[3]

## Skupinové výstavy
- „Reprezentace“, Asociace Ermitáž, Moskva, 1987
- "Die Zeitgenossische Photographie in der Sowjet Union". Photographie-Museum, Lausanne, Švýcarsko 1988
- "Comptoir de la photographie", Paříž, 1988
- Portfolio gallery, Londýn, 1988
- "Fotomost". Peresvetov, Moskva 1989
- „Sto let fotografie“, Manege, Moskva, 1989
- "Současná fotografie ze SSSR", Walker, Ursitte & Ginesses Gallery, New York, 1990
- Mezinárodní fotografické trienále, Esslingen, 1992
- "Téma velkých měst", Neue Gesellschaft fur bildende Kunst, Berlín, 1993
- "Kdo jsem? Umění volby." Union Gallery; Galerie "Škola", Moskva 1993
- „Umění současné ruské fotografie“, Ústřední dům umělců, Moskva, 1994
- "Neue Fotokunst aus Russland". Badischer Kunstverein, Karlsruhe; Galerie im Karmelitenkloster, Frankfurt nad Mohanem; Kunsthalle Faust, Hannover; Museum Volk und Wirtschaft, Düsseldorf; Neuer Berliner Kunstverein, Berlín; Hertener Fototage, Herten, Německo 1995 „Werkstatt Moskau“ (Zeitgenossische Russische Fotokunst). Akademie der Kunste im Marstall, Berlín, Německo "Ergebnis". Galerie am Marstall, Berlín, Německo 1994-1995
- Werkstatt Moskva, Berlín, 1995
- Galerie Trapez, Postupim, 1996.

## Publikování prací v knihách (výběr)
- "Řekni sýr! Pohled do současné sovětské fotografie - 1968/1988", Paříž 1988
- "Die Zeitgenossische Photographie in der Sowjet Union". Vydání Stemmle, 1988
- „Fotomanifest. Současná fotografie v SSSR", Stewart, Tabori&Chang, USA 1991
- "Litza. Současná portrétní fotografie z Ruska, Běloruska a Ukrajiny. Nadace "CIRC", Amsterdam, 1992
- "Uber die grosen Stadte" Bildende Kunst, (NGBK), 1993
- Současné fotografické umění z Moskvy. Prestel, Mnichov – New York, 1995
- Werkstaff Moskva. Zeigenossische Russische Fotokunst. Akademie der Kunste, 1995
- "Moskva City". Columbia University, New York 2003
- „DREAM TEAM XL“, Galerie XL Moskva 2005
- Jevgenij Berezner, Irina Čmyreva, Natalia Tarasova a Wendy Watriss. „Současná ruská fotografie“, FotoFest 2012 Bienále Houston.
- "Rudý obzor - současné umění a fotografie v SSSR a Rusku, 1960-2010." Columbus Museum of Art, USA. 2017

## Rozhovory
- Text: Irina Meglinskaja, „B/W. Sergej Leontjev"[4]
- Elena Vaninová. "Nejlepší fotografové země: Sergej Leontjev", AFISHA, 2012. [5]

## Stipendia
- Akademie der Kunste Berlin 1995